# Spare Change News
Spare Change News — американская уличная газета, основанная в 1992 году и издающаяся в Кембридже (Массачусетс) благодаря усилиям организации «Homeless Empowerment Project» (HEP). «Homeless Empowerment Project» некоммерческая организация категории US 501(c)(3), зарегистрированная в Массачусетсе, с годовым бюджетом в 2012 году 130 000$ и шестью сотрудниками.
Выходящая 2 раза в месяц 16-страничная газета, имеет цветную обложку и содержит альтернативные новости, особенности искусства, интервью и стихи, которые пишутся штатными корреспондентами и журналистами, а также людьми, которые являются бездомными или работают с бездомными. Тираж примерно 10 000 выпусков. HEP/SCN полагаются на гранты и пожертвования, чтобы издать газету, но организация работает, чтобы увеличить свои доходы от рекламы и стать самодостаточной. Штаб-квартира редакции находится в старой баптистской церкви Кембриджа.
«Spare Change News», как и практически все уличные газеты, продается бездомными. Каждый продавец платит 35 центов за экземпляр газеты, затем продает его на улицах за 1 доллар. В результате продавец получает прибыль в размере 65 центов за каждую проданную газету. Всего у газеты есть около 100 активных продавцов.

## История
Газета была основана в Бостоне в 1992 году и была детищем Тима Хобсона, который заручился поддержкой двенадцати других бездомных. В 1994 году Харрис использовал пример «Spare Change News» и «Homeless Empowerment Project», чтобы основать уличную газету «Real Change» в Сиэтле.
Первый выпуск «Spare Change News» был опубликован в пятницу 8 мая 1992 года. Профессор Массачусетского технологического института Ноам Хомский вместе со своим другом, историком Говардом Зинном, были одними из первых известных сторонников «Spare Change News»
. В июне 1993 года один из основателей Джеймс Л. Ширер, предстал перед Бостонским муниципальным советом, чтобы принять специальную благодарность от имени «Spare Change News», поскольку газета праздновала свой юбилей. В июле 2002 года, «Spare Change News» и «Homeless Empowerment Project» организовали седьмую ежегодную конференцию Североамериканской ассоциации уличных газет. В мае 2004 года «Spare Change News» наняла журналиста Сэмюэля Скотта, выпускника Бостонского университета, а также бывшего репортера «Boston Courant» и помощника редактора «Boston Globe», который стал первым профессиональным редактором газеты.
Он изменил характер публикаций от пропагандистской журналистики до объективной информации по социальным вопросам и обновил обложку, сделав из черно-белой газеты цветной таблоид. Позже он стал исполнительным директором «Homeless Empowerment Project».